# Jewel Box
Jewel Box -En español: Joyero-, también llamado Elton: Jewel Box, es una caja recopilatoria del músico y compositor británico Elton John, lanzado en noviembre de 2020 por EMI y UMC. Con la caja John conmemora 50 años de su carrera artística de la mano de su amigo y colaborador compositivo Bernie Taupin, además de su libro autobiográfico Me, lanzado en 2019.
La caja tiene 3 ediciones, siendo la 8 discos la que contiene 145 canciones. Las otras 2 ediciones contienen 4 y 6 discos, respectivamente. 
Los temas que incluye la caja abarcan 50 años de carrera con la dupla John/Taupin, desde 1965 hasta el 2019, incluyendo canciones inéditas, rarezas y tomas de temas ya terminados, nuevas versiones de temas ya lanzados, temas de otros álbumes, y la canción (I'm Gonna) Love Me Again, lanzada para la película Rocketman. Los temas fueron seleccionados por el propio John.

## Edición
John afirmó lo siguiente sobre el trabajo de compilación hecho en Jewel Box:

Ahondar en el pasado a través de cada periodo de mi carrera en detalle para Jewel Box ha sido un absoluto placer. Escuchando estos tracks largos otra vez, me cuesta comprender lo prolíficos que éramos Bernie y yo durante esos días. Esas canciones solo salían de nosotros y la banda era increíble en el estudio.

Yo siempre quiero llevarlo todo más allá, pensando en el futuro, pero tener tiempo durante la cuarenta para tomar estos momentos de mi memoria ha sido una dicha. Como un devoto coleccionista, este projecto me ha emocionado mucho y no podría estar más feliz con el nivel de trabajo y detalle perfectamente curado en la concepción de este set box.

Estoy seguro que mis fans lo disfrutarán tanto como yo lo he hecho.
Elton John, 2020

Las palabras fueron contenidas en el cancionero que viene con el álbum.

## Contenido

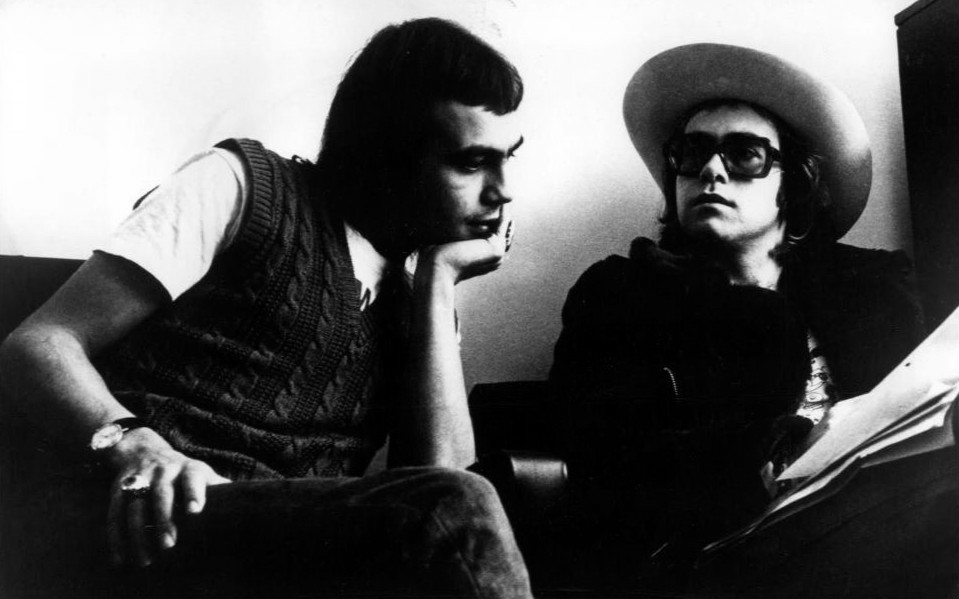
John y Taupin, 1975

La edición más extensa de la caja contiene 8 discos y portada de color verde, cuyos discos están divididos en temáticas: Los discos 1 y 2 se llaman Deep Cuts, y contiene los temas favoritos del cantante, seleccionados y comentados en un cancionero elaborado por él mismo, según informa Viniloblog.
Los discos 3, 4 y 5 se denominan Rarities 1965 - 1971, e incluye temas no lanzados y rarezas producto del trabajo de John previo a 1971. En el mismo estilo los discos 6 y 7 se llaman B-Sides 1976 - 2005, e incluye lados B de sencillos de John. 
Por último el disco 8 se denomina And This Is Me..., que incluye los temas que John menciona en su libro Me. Con respecto a Me, se trata de la autobiografía del cantante, publicada en 2019, y que se convirtió en best seller en los Estados Unidos.
La edición estándar tiene 4 discos y su portada es de color azul, mientras que la de 6 discos tiene la pasta de color rojo.

## Lista de canciones
Todas las canciones están escritas por Elton John y Bernie Taupin, salvo donde se anote:
| Deep Cuts 1 |                                                                                         |          |  |
| N.º         | Título                                                                                  | Duración |  |
| 1.          | «Monkey Suit (con Leon Russell» (Del álbum The Union)                                   | 4:45     |  |
| 2.          | «Where To Now St. Peter?» (Del álbum Tumbleweed Connection)                             | 4:13     |  |
| 3.          | «Mellow» (Del álbum Honky Château)                                                      | 5:31     |  |
| 4.          | «The Ballad Of Danny Bailey (1909-34)» (Del álbum Goodbye Yellow Brick Road)            | 4:22     |  |
| 5.          | «Chameleon» (Del álbum Blue Moves)                                                      | 5:29     |  |
| 6.          | «Gone To Shiloh (con Leon Russell)» (Del álbum The Union)                               | 4:49     |  |
| 7.          | «We All Fall In Love Sometimes» (Del álbum Captain Fantastic and the Brown Dirt Cowboy) | 4:17     |  |
| 8.          | «Too Low For Zero» (Del álbum Too Low For Zero)                                         | 5:46     |  |
| 9.          | «The Power (con Little Richards» (Del álbum Duets)                                      | 6:26     |  |
| 10.         | «All That I'm Allowed» (Del álbum Peachtree Road)                                       | 4:53     |  |